# Hermès
AzC (kiejtés: magyarul: [eör-MEZ], angolul: [ɛərˈmɛz], franciául: [ɛʁmɛs]) francia cég luxustermékek tervezésével, gyártásával és értékesítésével foglalkozik, különösen a bőráruk, a konfekció, az illatszeripar, az óragyártás, az otthon, az életstílus és az étkészlet terén. A Thierry Hermès által 1837-ben Párizsban alapított Hermès cég, eredetileg hám- és nyereggyártó, ma is főként örököseihez tartozik.
A cég luxustermékei közül is kiemelkedik márkaértékével a Birkin táska. A világ első Hermès Birkin táskája, amelyet a francia divatház 1984-ben készített Jane Birkin brit–francia színésznő és énekesnő kérésére, 2025 júliusában a Sotheby’s párizsi árverésén 8,6 millió euróért, mintegy 3,4 milliárd forintért kelt el.
A család szakmai vagyonát 163,4 milliárd euróra becsülik.